# Брессо
Брессо (итал. Bresso) — город в Италии, в провинции Милан области Ломбардия.
Население составляет 27 052 человека (на 2004 г.), плотность населения составляет 8938 чел./км². Занимает площадь 3 км². Почтовый индекс — 20091. Телефонный код — 02.
Покровительницей коммуны почитается Пресвятая Богородица (Madonna del Pilastrello), празднование в первое воскресение октября.